# NGC 6173
إن جي سي 6173 (بالألمانية: NGC 6173) التي يرمز لها بالرمز NGC 6173، هي مجرة، في كوكبة الجاثي.

## الاكتشاف
اكتشفت في 18 مارس 1787، بواسطة ويليام هيرشل.